# Koralni Zamak
Koralni Zamak (engl. Coral Castle), je građevina od sitnozrnastog krečnjaka koju je napravio ekcentrični Letonski Amerikanac Edvard Ledskalnin (1887—1951). Locirana je u nepripojenoj oblasti Majami-Dejd okruga, Florida, između grada Homsted i Ližer Sitija. Struktura sadrži brojno megalitsko kamenje, uglavnom krečnjak formiran od korala, svaki kamen teži oko par tona. Trenutno privatno upravljana turistička atrakcija. Koralni Zamak je zabeležen zbog legenda koje se odnose na njegovu izgradnju, koje tvrde da je zamak samostalno izgradio Ledskalnin koristeći suprotan magnetizam ili natprirodne sposobnosti kako bi pomerao i izrezivao brojna kamenja koja su težila nekoliko toni.

## Istorija
Prema promocionom materijalu samog Koralnog Zamka, Edvard Ledskalnin je iznenada bio odbijen od strane svoje 16-godišnje verenice Agnes Skuvst iz Letonije, samo dan pred venčanje. Otišavši u Ameriku, dobio je navodno terminalnu tuberkulozu, ali se spontano izlečio, navodeći da su magneti imali nekakav uticaj na njegovu bolest.
Edvard je proveo više od 28 godina gradeći Koralni Zamak, nije dopuštavao nikome da ga posmatra dok radi. Par tinejdžera tvrdi da su prisustvovali njegovom radu, tvrdeći da je prouzrokovao blokove korala da se kreću kao vodonični baloni. Jedini alat koji je Ledskalnin priznao da je koristio je bio "držač sa beskonačnim kretanjem".
Ledeskalnin je originalno napravio zamak, koji je imenovao "Edovo Mesto", u Florida Siti, Florida, otprilike 1923. godine. Kupio je zemljište od Rubena Mosera, njegova žena mu je pomogla dok je imao veoma ozbiljan napad tuberkuloze. Florida Siti, koji se graniči sa Everglejdsom, je najjužniji grad u Sjedinjenim Američkim Državama koji nije na ostrvu. Bila je veoma zabačena lokacija koja se u to vreme veoma malo razvijala. Zamak je ostao u Florida Sitiju sve do 1936. kada je Ledskalnin odlučio da se preseli i ponese zamak sa sobom. Njegova druga i poslednja lokacija ima poštansku adresu 28655 Južni Diksi auto-put, Majami, FL 33033, koji se sada pojavljuje na listu za popis stanovnika za Ležer Siti ali koji je ustvari nepripojena državna teritorija. On je navodno izabrao relokaciju kako bi zaštitio svoju privatnost u vreme kada su započete diskusije o razvijanju zemljišta na prvobitnoj lokaciji zamka. Proveo je tri godine pomerajući sastavne strukture Koralnog Zamka 10 mi (16 km) (16 km) severno od Florida Sitija na svoju trenutnu lokaciju izvan Homsteda, Florida.
Ledskalnin je imenovao njegovo novo mesto "Kamena Kapija" po ogromnoj krilnoj kapiji koju je ugradio u crni zid. Nastavio je da radi na zamku sve do smrti u 1951. Komadi korala koju su sada deo novog zamka, koji nisu bili među onima koji su transportovani sa prvobitne lokacije, iskopani su samo par metara od zidova zamka. Bazen i rupa pored južnog zida su kamenolomi. Istočni i zapadni kamenolomi su popunjeni.
U Florida Sitiju, Ledskalnin je naplaćivao posetioce desent centi po komadu kako bi obišli dvorac, ali pošto se preselio u Homsted, tražio je donacije od dvadeset i pet centi, ali je i dopuštavao posetiocima da uđu besplatno ako nisu imali novca. Postoje znakovi uklesani u kamenje kod prednjeg ulaza koji govore da "Pozvone Zvono Dva Puta". On bi sišao iz svog stanbenog prostora , koji je bio na drugom spratu kule dvorca, kako bi sproveo obilazak. Ledeskalnin nikada nikome nije rekao, kada su ga pitali, kako je napravio zamak. On bi jednostavno odgovorio "Nije teško ako znaš kako".
Kada su ga pitali zašto je sagradio zamak, Ledaskalnin bi uvek nejasno odgovorio da je zbog njegovih "Slatkih Šesnaest". Za to se široko veruje da je referenca na Agnes Skuvst (često napisano kao "Scuffs"). U Ledskalninovoj vlastitoj publikaciji Knjige Za Svaki Dom, on nagoveštava da je "Slatkih Šesnaest" više ideal nego stvarnost. Prema Letonskom izveštaju, devojka je postojala, ali je njeno ime ustvari bilo Hermine Lusis.
Kada se Ledskalnin razboleo u novembru 1951, postavio je znak na vratima glavne kapije "Odlazim u Bolnicu" i otišao je autobusom u Džekson Memorijal Bolnicu u Majamiju. Ledskalnin je u jednom trentuku imao infarkt, ili pre nego što je napustio bolnicu ili dok je bio u bolnici. Umro je dvadeset osam dani kasnije od pijelonofritisa (infekcija bubrega), sa 64 godine. Njegova umrlica beleži da je njegova smrt bila prouzrokovana uremijom-otkazom bubrega, kao rezultat infekcije i abscesa.
Dok je posed bio istraživan, nađeno je $3.500 među Ledskalninovim stvarima. Ledskalnin je zaradio svoj prihod sprovodeći obilaske, prodavajući pamflete o raznim temama (uključujući i temu o magnetnim strujama) i polovičnom prodajom njegove 10-acre (4.0 ha) imovine zarad konstrukcije SAD Ruta 1. Pošto Ledskalnin nije imao testament, zamak je postao imovina njegovog najbližeg rođaka iz Amerike, nećaka Herija iz Mičigena.
Sajt Koralnog Zamka izveštava da je nećak bio lošeg zdravlja i da je prodao zamak porodici iz Ilinoisa 1953. Međutim, ova priča se razlikuje od priče iz čitulje prethodnog vlasnika Koralnog Zamka, Julijusa Levina, penzionisanog zlatara iz Čikaga, Ilinois. Čitulja navodi da je Levin kupio posed od države Floride u 1952. godini, i čak nije ni znao da postoji zamak na posedu.
Novi vlasnici su ga pretvorili u turističku atrakciju i promenili ime iz Kamene Kapije u Park Kamena Kapija, a kasnije u Koralni Zamak.
U januaru 1981, Levin je prodao zamak kompaniji Koralni Zamak, za $175,000. Kompanija idalje zadržava vlasništvo.
Godine 1984, imovina je stavljena na listu Nacionalnog Registra Istorijskih Mesta. Dodato je na listu pod imenom "Kamena Kapija", ali je ime kasnije promenjeno u "Koralni Zamak" u 2011.
Kameni znak, ispred poseda, na kojem piše "Adm. 10c Pad ispod" nije original Koralnog Zamka. Ed je napravio ovaj znak i postavio ga je ispred prethodne lokacije u Folorida Sitiju kada mu se smučilo da daje "besplatnu predstavu" posetiocima koji su bili nemarni i gazili mu žbunje. Ovaj znak je doniran od strane vlasnika Edovog Mesta i u poslednjih nekoliko godina postavljen na trenutnu lokaciju.

## Zamak
Osnove Koralnog Zamka su sačinjene od 1,100 kratkih toni (1,000 t) kamenja u obliku zidova, razbarija, nameštaja i kule zamka. Po običaju se veruje da su napravljeni od korala, ustavari su napravljeni od sitnozrnastog krečnjaka. Sitnozrnasti krečnjak je sedimentna stena sastavljena od malih sferičnih zrna od koncentrično slojevitog karbonata koji mogu da sadrže lokalne koncentracije fosilnih školjki i korala. Sitnozrnasti krečnjak se može naći širom južno-istočne Floride od Okruga Palm Bič sve do Florida Kejz. Sitnozrnasti krečnjak je često pronađen ispod samo par inča gornjeg sloja tla, kao što je tlo kod Koralnog Zamka.
Kamenje je pričvršćeno bez maltera. Postavljno je jedno na drugo, koristeć sopstvenu težinu kako bi ostali na mestu. Detalji su tako vešto napravljeni i kamenje je spojeno sa takvim preciznošću da svetlost ne može uopšte da prođe kroz spojeve. Visoko vertikalno kamenje od 8 stopa (2,4 m) , koje sačinjava opseg zida, ima uniformnu visinu. Čak i sa prolaskom decenija i direktnim udarom 24. avgusta 1992, od strane Uragana Endru kategorije 5, kamenje se nije pomerilo. 
Mnoge karakteristike i razbarije zamka su značajne. Među njima je dvospratni toranj zamka koji je služio kao Ledskalninov životni prostor (zidovi koji su se sastojali od kamenja visokih 8 stopa); tačan sunčani sat; Polaris teleskop; obelisk; roštilj; bunar; fontana; nebeske zvezde i planete; i brojni komadi nameštaja. Nameštaj uključuje sto u obliku srca, sto u obliku Floride, dvadeset pet stolica za ljuljanje, stolice koje liče na polumesec, kada za kupanje, kreveti i presto. 
Sa par izuzetaka, objekti koji su napravljeni od jednog komada kamena težili su, u proseku, oko 15 kratkih toni (14 t) po komadu. Najveći kamen teži 30 kratkih tona (27 t) a najviši kamen je monolit, postoje dva takva monolita, svaki je po 25 ft (7.6m) visok. 
8 stopa visoka okretajuća kapija od 9 kratkih toni (8.2 t) , je poznata struktura zamka, dokumentovana je na televizijskom programu U potrazi za... i To je neverovatno. Kapija je urezana tako da se uklapa unutar četvrtine inča od zida. Dobro je izbalansirana, navodno toliko dobro da bi dete moglo da je otvori jednim prstom. Misterija kapijine savršeno izbalansirane osovine i lakoća sa kojom može biti otvarana je trajala decenijama sve dok kapija nije prestala da radi u 1986. Kako bi je odklonili, šest muškaraca i dizalica od 45t su bili potrebni. Kada je kapija uklonjena, inžinjeri su otkrili kako je Ledskalnin uspeo da je centrira i izbalansira. Izbušio je rupu sa vrha ka dnu i u nju postavio metalno vratilo. Kamen je stajao na ležište starog kamiona. Rđa kod tog ležišta je prouzrokovala neuspeh kod okretanja kapije. Zajedno sa novim ležištem i vratilom, kapija je vraćena na mesto 23. jula 1986. Ponovo se pokvarila 2005 i ponovo je bila i popravljena; međutim, ne obrće se više sa istom lakoćom kao pre. 
Koralni zamak ostaje idalje popularna turistička atrakcija. Knjige, magazini, i televizijski programi spekulišu o tome kako je Ledskalnin uspeo da konstruiše strukture i da pomera kamenje koje je težilo nekoliko toni. Tvrdnje da niko nije video Ledskalnina kako radi i da je mogao da učini da kamenje lebdi su odbijene. Orval Irvin ga je navodno video kako vadi kamenje i gradi delove zida, i ilustrovao je metode u njegovoj knjizi Gospodin Ne Mogu Je Mrtav. Kolekcija Nemit Filmova producirala je kratak dokumentarac u 1944 o njegovom radu. Sajt Koralnog Zamka govori, "Ako je neko ikad pitao Eda kako je pomerao koralno kamenje, Ed bi samo odgovorio kako je dobro razumeo zakone težine i snage poluge." Takođe je izjavio da je "otkrio tajnu piramida", odnoseći se na Keopsovu piramidu.

## U popularnoj kulturi
- Koralni zamak je nekad zovu Floridin Stounhendž.[21]
- Film iz 1958 Divlje Žene iz Wonga je koristio Koralni Zamak kao mesto snimaja za hram zmaj-boga.[22]
- Lunarne scene iz filma iz 1961 Go na Mesecu su snimljene u Koralnom Zamku.[23]
- 1996 u dečjem muzičkom filmu Džimi, Dečak Čuda, Koralni Zamak je korišćen kao pozadina za par scena.
- "Zamak Tajni" je epizoda Leonard Nimojevog programa U potrazi za... (1976—1982) koja uključuje dramatizaciju Ledskalnina koji pomera kamenje sa minimalnim trudom.[16]
- 20. juna 2014, Istorijski Kanal je emitovao segment o Koralnom Zamku u emisiji Drevni Vanzemaljci (sezona 8, epizoda 2), "Misteriozne Strukture".[24]
- Bili Ajdolova pesma iz 1986. "Slatkih Šesnaest" je inspirisana od priče o Ledsklaninu i Koralnom Zamku.[25][26]
- Džon Martinova knjiga, Konstrukcija Koralnog Zamka,[27] objavljena u novembru 2012, opisuje kako je Ed Ledskalnin sagradio njegovu strukturu na osnovu osnovnih inžinjerskih principa.

## Dodatno
- Ferdinadn Cheval, Francuski poštar koji je sagradio Le Plais Ideal, slični kameni zamak
- Simon Rodia, Američki građevinac koji je sagradio Vats Kulu
- Bišop Dvorac, "jedan čovek" konstrukcijski projekad blizu Raj, Kolorado.

### Bibliografija
- "Mark". Weird US at Florida's Coral Castle. Weird NJ & KPI. Приступљено November 2, 2015.
- "The Secrets of Coral Castle"[мртва веза]. About.Com. We may never know the answer. Leedskalnin took his secrets with him to his grave in 1951.
- "Coral Castle Code". Jon and Nina De'Pew. Self-purported derivation of Edward Leedskalnin's book Magnetic Current
- Leedskalnin, Edward. Magnetic Current (Illustrated). Scribd.
- Dunning, Brian. "Skeptoid:#149: Coral Castle". Skeptoid.
- Martin, John (2012). Coral Castle Construction: How One Man Created a Megalithic Wonder. ISBN 9780988429703.
- McClure, Rusty; Heffron, Jack (2009). Coral Castle: The Mystery of Ed Leedskalnin and His American Stonehenge. Dublin, OH: Ternary Publishing. ISBN 9780984213214. OCLC 456174764

## Spoljašnje veze
- Official Website
- Skeptic Magazine article
- Coral Castle aerial photographs